# Leichtathletik-Europameisterschaften 1998/100 m Hürden der Frauen

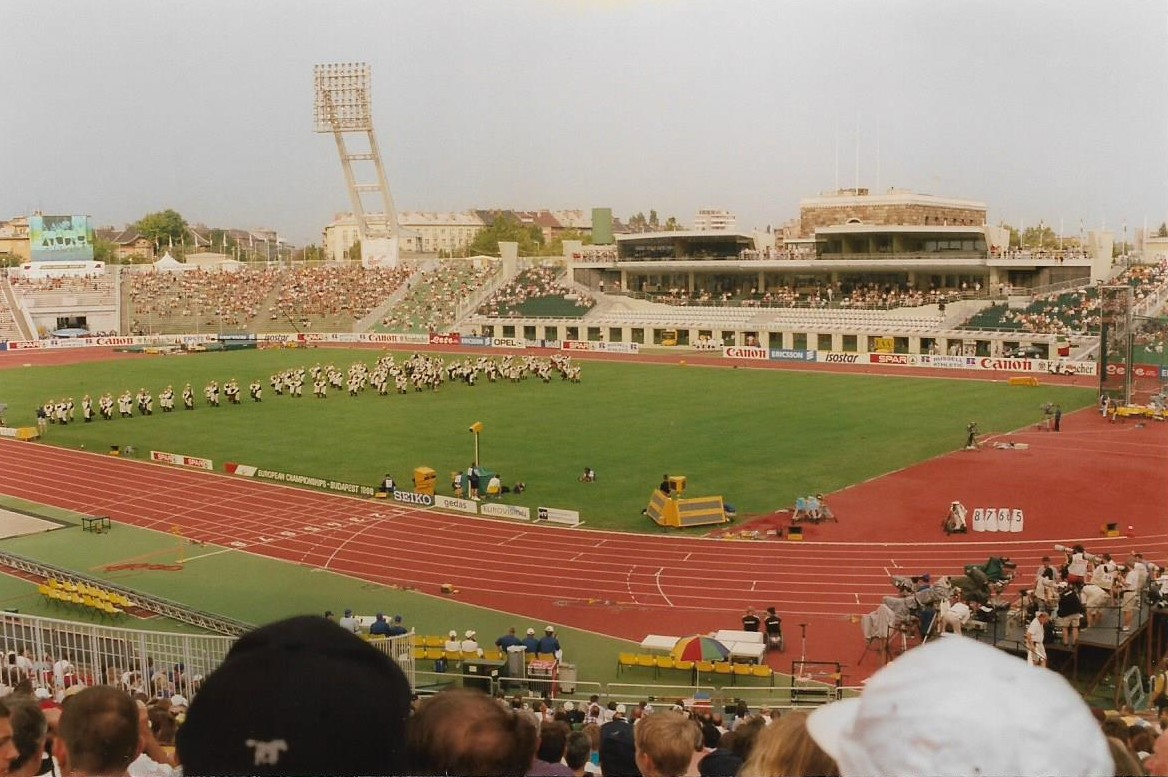
Das Népstadion von Budapest im Jahr 1998

Der 100-Meter-Hürdenlauf der Frauen bei den Leichtathletik-Europameisterschaften 1998 wurde am 23. August 1998 im Népstadion der ungarischen Hauptstadt Budapest ausgetragen.
Europameisterin wurde die bulgarische Titelverteidigerin und Vizeweltmeisterin von 1997 Swetla Dimitrowa. Sie gewann vor der slowenischen Olympiazweiten von 1996 Brigita Bukovec. Bronze ging an die Russin Irina Korotja.

## Bestehende Rekorde
| Weltrekord           | 12,21 s | Jordanka Donkowa | Stara Sagora, Bulgarien      | 20. August 1988 |
| Europarekord         | 12,21 s | Jordanka Donkowa | Stara Sagora, Bulgarien      | 20. August 1988 |
| Meisterschaftsrekord | 12,38 s | Jordanka Donkowa | EM Stuttgart, BR Deutschland | 29. August 1986 |

Der bestehende EM-Rekord wurde bei diesen Europameisterschaften nicht erreicht. Die schnellste Zeit erzielte die bulgarische Europameisterin Swetla Dimitrowa im Finale mit 12,56 s bei einem Rückenwind von 1,5 m/s, womit sie achtzehn Hundertstelsekunden über dem Rekord blieb. Zum Welt- und Europarekord fehlten ihr 35 Hundertstelsekunden.

## Vorrunde
23. August 1998
Die Vorrunde wurde in drei Läufen durchgeführt. Die ersten beiden Athletinnen pro Lauf – hellblau unterlegt – sowie die darüber hinaus zwei zeitschnellsten Läuferinnen – hellgrün unterlegt – qualifizierten sich für das Finale.

### Vorlauf 1

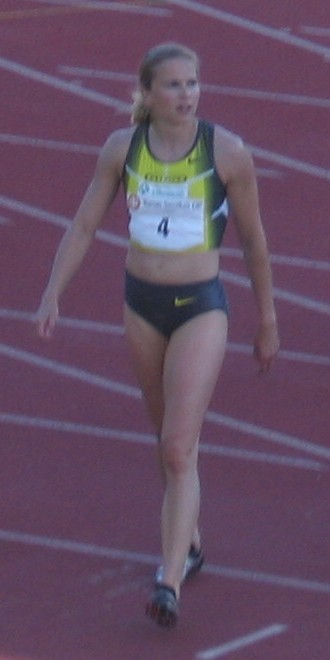
Rang sieben war für Johanna Halkoaho zu wenig für die Finalteilnahme

Wind: +0,5 m/s
| Platz | Name                   | Nation      | Zeit (s) |
| ----- | ---------------------- | ----------- | -------- |
| 1     | Swetla Dimitrowa       | Bulgarien   | 12,62    |
| 2     | Nicole Ramalalanirina  | Frankreich  | 13,03    |
| 3     | Heike Blaßneck         | Deutschland | 13,07    |
| 4     | Julie Baumann          | Schweiz     | 13,16    |
| 5     | Anna Leszczynska-Lazor | Polen       | 13,25    |
| 6     | Sandra Turpin          | Portugal    | 13,58    |
| 7     | Johanna Halkoaho       | Finnland    | 13,69    |

### Vorlauf 2

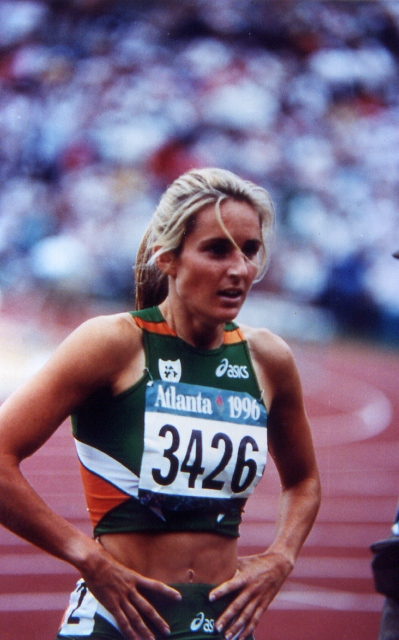
Susan Smith-Walsh schied als Fünfte ihres Vorlaufs aus

Wind: −0,4 m/s
| Platz | Name              | Nation      | Zeit (s) |
| ----- | ----------------- | ----------- | -------- |
| 1     | Irina Korotja     | Russland    | 13,09    |
| 2     | Patricia Girard   | Frankreich  | 13,18    |
| 3     | Caren Sonn        | Deutschland | 13,29    |
| 4     | Nadezhda Bodrova  | Ukraine     | 13,47    |
| 5     | Susan Smith-Walsh | Irland      | 13,51    |
| 6     | Anita Trumpe      | Lettland    | 13,65    |

### Vorlauf 3
Wind: ±0,0 m/s
| Platz | Name                  | Nation     | Zeit (s) |
| ----- | --------------------- | ---------- | -------- |
| 1     | Brigita Bukovec       | Slowenien  | 12,94    |
| 2     | Linda Ferga           | Frankreich | 13,34    |
| 3     | Olena Krassowska      | Ukraine    | 13,43    |
| 4     | Tatjana Reschetnikowa | Russland   | 13,48    |
| 5     | Andrea Novotná        | Tschechien | 13,51    |
| 6     | María José Mardomingo | Spanien    | 13,66    |

## Finale
23. August 1998
Wind: +1,5 m/s
| Platz | Name                  | Nation      | Zeit (s) |
| ----- | --------------------- | ----------- | -------- |
| 1     | Swetla Dimitrowa      | Bulgarien   | 12,56    |
| 2     | Brigita Bukovec       | Slowenien   | 12,65    |
| 3     | Irina Korotja         | Russland    | 12,85    |
| 4     | Nicole Ramalalanirina | Frankreich  | 12,87    |
| 5     | Patricia Girard       | Frankreich  | 12,89    |
| 6     | Heike Blaßneck        | Deutschland | 13,02    |
| 7     | Julie Baumann         | Schweiz     | 13,15    |
| 8     | Linda Ferga           | Frankreich  | 13,22    |

## Videolinks
- Women's 4x100m Relay European Champs Budapest August 1998, youtube.com, abgerufen am 13. Januar 2023
- Women's 100m Hurdles Final European Champs Budapest 1998, youtube.com, abgerufen am 13. Januar 2023